# Huub Rothengatter
Hubertus (Huub) Rothengatter (1954. október 5. –) holland autóversenyző.

## Pályafutása
1979 és 1981 között az európai Formula–2-es bajnokságban szerepelt. Az 1980-as szezonban egy győzelmet szerzett és a hetedik helyen zárta a pontversenyt.
Az 1984-es kanadai nagydíjon debütált a Formula–1-ben. A 84-es szezonban összesen nyolc futamon váltotta fel Mauro Baldit. 1985-ben nyolc, 1986-ban pedig tizenkettő versenyen vett részt.
Formula–1-es karrierje legjobb eredményét a 85-ös ausztrál nagydíjon érte el, amikor is a hetedik helyen ért célba.
Aktív pályafutását követően honfitársának, Jos Verstappennek a menedzsereként tevékenykedett.

## Eredményei

### Teljes Formula–1-es eredménysorozata
(Táblázat értelmezése)

(Félkövér: pole-pozícióból indult; dőlt: leggyorsabb kört futott) 

| Év   | Csapat               | Modell       | Motor               | 1   | 2   | 3      | 4      | 5      | 6      | 7      | 8      | 9      | 10     | 11     | 12     | 13     | 14     | 15     | 16     | Helyezés | Pont |
| 1984 | Spirit Racing        | Spirit 101   | Hart Straight-4     | BRA | RSA | BEL    | SMR    | FRA    | MON    | CAN Hn |        | DAL Ki | GBR Hn | GER 9  | AUT Hn | NED Ki | ITA 8  | EUR    | POR    |          | 0    |
| 1984 | Spirit Racing        | Spirit 101   | Cosworth V8         |     |     |        |        |        |        |        | DET Nk |        |        |        |        |        |        |        |        |          | 0    |
| 1985 | Osella Squadra Corse | Osella FA1G  | Alfa Romeo V8       | BRA | POR | SMR    | MON    | CAN    | DET    | FRA    | GBR    | GER Ki | AUT 9  | NED Hn | ITA Ki | BEL Hn | EUR Nk | RSA Ki | AUS 7  |          | 0    |
| 1986 | Zakspeed Racing      | Zakspeed 861 | Zakspeed Straight-4 | BRA | ESP | SMR Ki | MON Nk | BEL Ki | CAN 12 | DET Ni | FRA Ki | GBR Ki | GER Ki | HUN Ki | AUT 8  | ITA Ki | POR Ki | MEX Ni | AUS Ki |          | 0    |

## Külső hivatkozások
- Profilja az f1rejects.com honlapon Archiválva 2011. június 5-i dátummal a Wayback Machine-ben (angolul)
- Profilja a grandprix.com honlapon (angolul)